# GloRilla

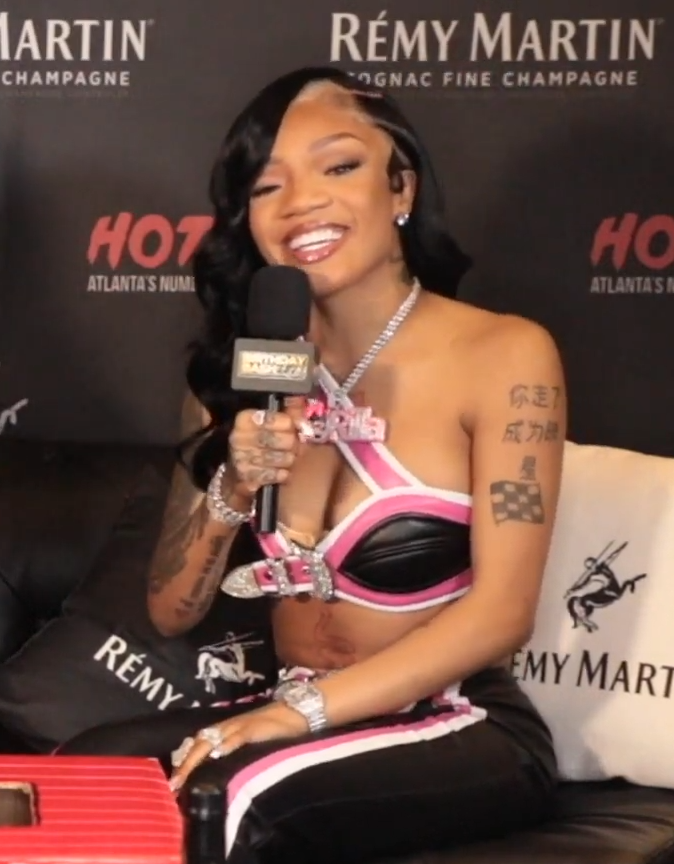
Glorilla (2023)

GloRilla (* 28. Juli 1999 in Memphis, Tennessee; eigentlich Gloria Hallelujah Woods) ist eine US-amerikanische Rapperin.

## Leben
Woods wuchs in Frayser, Memphis als eines von acht Kindern in einer christlichen Familie auf. Bis zur 5. Klasse wurde sie Zuhause unterrichtet. Ihren Abschluss machte sie an der Martin Luther King Jr. College Preparatory High School. Als sie aufwuchs, war sie Teil des Kirchenchors und wollte ursprünglich Sängerin werden. Als sich durch Rauchen ihre Stimme änderte und dunkler wurde, begann sie mit 14 Jahren zu rappen. Zunächst nannte sie sich Big Glo, ihr Cousin schlug ihr jedoch GloRilla, eine Anspielung auf ihren Vornamen „Gloria“ und das Monster Godzilla, vor.
2019 erschien ihr erstes Mixtape Most Likely Up Next als Eigenproduktion. 2020 folgte die ebenfalls selbstproduzierte EP P Status. Der Durchbruch kam mit dem Lied F.N.F. (Let's Go) das als Teil der #FNFChallenge auf TikTok viral ging. Das Lied, das von Hitkidd produziert wurde, erreichte in der Folge Platz 42 der Billboard Hot 100 und wurde von der Recording Industry Association of America mit Platin ausgezeichnet. Es folgte ein Remix zusammen mit Latto und JT. In der Folge wurde sie für zwei Awards bei den BET Hip Hop Awards 2022 nominiert. Sie gewann den Preis als Beste Newcomerin und trat mit zwei Songs auf.
Im Juni 2022 wurde sie von Yo Gotti auf dessen Label Collective Music Group unter Vertrag genommen. Sie war auf den Kompilationalben Gangsta Art 1 & 2 vertreten und veröffentlichte im September 2022 den Song Tomorrow 2 in zwei Versionen, eine davon mit Cardi B. Das Lied erreichte die Top 10 der Billboard Hot 100.
Am 11. November erschien ihre EP Anyways, Life's Great, die Platz 11 der Billboard 200 erreichte. 2023 erschien On Wat U On zusammen mit Moneybagg Yo.

## Diskografie

### Studioalben
| Jahr | Titel    | Höchstplatzierung, Gesamtwochen, AuszeichnungChartplatzierungen (Jahr, Titel, Platzierungen, Wochen, Auszeichnungen, Anmerkungen) | Höchstplatzierung, Gesamtwochen, AuszeichnungChartplatzierungen (Jahr, Titel, Platzierungen, Wochen, Auszeichnungen, Anmerkungen) | Anmerkungen                            |
| Jahr | Titel    | US | R&B | Anmerkungen                            |
| ---- | -------- | --- | --- | -------------------------------------- |
| 2024 | Glorious | US5 Gold · (… Wo.)US | R&B2 (… Wo.)R&B | Erstveröffentlichung: 11. Oktober 2024 |

### Mixtapes
| Jahr | Titel               | Höchstplatzierung, Gesamtwochen, AuszeichnungChartplatzierungen (Jahr, Titel, Platzierungen, Wochen, Auszeichnungen, Anmerkungen) | Höchstplatzierung, Gesamtwochen, AuszeichnungChartplatzierungen (Jahr, Titel, Platzierungen, Wochen, Auszeichnungen, Anmerkungen) | Anmerkungen                         |
| Jahr | Titel               | US | R&B | Anmerkungen                         |
| ---- | ------------------- | --- | --- | ----------------------------------- |
| 2019 | Most Likely Up Next | — | — | Erstveröffentlichung: 24. Juni 2019 |
| 2024 | Ehhthang Ehhthang   | US18 Gold · (35 Wo.)US | R&B4 (28 Wo.)R&B | Erstveröffentlichung: 5. April 2024 |

### EPs
| Jahr | Titel                 | Höchstplatzierung, Gesamtwochen, AuszeichnungChartplatzierungen (Jahr, Titel, Platzierungen, Wochen, Auszeichnungen, Anmerkungen) | Höchstplatzierung, Gesamtwochen, AuszeichnungChartplatzierungen (Jahr, Titel, Platzierungen, Wochen, Auszeichnungen, Anmerkungen) | Anmerkungen                             |
| Jahr | Titel                 | US | R&B | Anmerkungen                             |
| ---- | --------------------- | --- | --- | --------------------------------------- |
| 2022 | Anyways, Life’s Great | US11 Gold · (17 Wo.)US | R&B5 (6 Wo.)R&B | Erstveröffentlichung: 11. November 2022 |

Weitere EPs
- 2020: P Status

### Singles als Leadmusikerin
| Jahr | Titel Album                                 | Höchstplatzierung, Gesamtwochen, AuszeichnungChartplatzierungen (Jahr, Titel, Album, Platzierungen, Wochen, Auszeichnungen, Anmerkungen) | Höchstplatzierung, Gesamtwochen, AuszeichnungChartplatzierungen (Jahr, Titel, Album, Platzierungen, Wochen, Auszeichnungen, Anmerkungen) | Höchstplatzierung, Gesamtwochen, AuszeichnungChartplatzierungen (Jahr, Titel, Album, Platzierungen, Wochen, Auszeichnungen, Anmerkungen) | Anmerkungen                                                                  |
| Jahr | Titel Album                                 | UK | US | R&B | Anmerkungen                                                                  |
| --- | ------------------------------------------- | --- | --- | --- | ---------------------------------------------------------------------------- |
| 2022 | F.N.F. (Let’s Go) Anyways, Life’s Great     | — | US42 Platin · (20 Wo.)US | R&B11 (22 Wo.)R&B | Erstveröffentlichung: 3. Mai 2022 mit Hitkidd und als Remix mit Latto und TJ |
| 2022 | Blessed Anyways, Life’s Great               | — | US— GoldUS | R&B37 (4 Wo.)R&B | Erstveröffentlichung: 31. August 2022                                        |
| 2022 | Tomorrow 2 Anyways, Life’s Great            | — | US9 ×2Doppelplatin · (22 Wo.)US | R&B3 (26 Wo.)R&B | Erstveröffentlichung: 23. September 2022 Solo und feat. Cardi B              |
| 2023 | Ex’s (Phatnall Remix) Anyways, Life’s Great | — | — | R&B40 (1 Wo.)R&B | Erstveröffentlichung: 14. März 2023 mit Lil Durk                             |
| 2024 | Yeah Glo! Ehhthang Ehhthang                 | — | US28 ×2Doppelplatin · (25 Wo.)US | R&B7 (26 Wo.)R&B | Erstveröffentlichung: 9. Februar 2024                                        |
| 2024 | Wanna Be Ehhthang Ehhthang                  | — | US11 ×2Doppelplatin · (24 Wo.)US | R&B5 (27 Wo.)R&B | Erstveröffentlichung: 5. April 2024 feat. Megan Thee Stallion                |
| 2024 | TGIF Glorious                               | — | US22 Platin · (22 Wo.)US | R&B4 (… Wo.)R&B | Erstveröffentlichung: 21. Juni 2024                                          |
| 2024 | Hollon Glorious                             | — | US48 Gold · (7 Wo.)US | R&B12 (10 Wo.)R&B | Erstveröffentlichung: 20. September 2024                                     |
| 2025 | Typa –                                      | — | US42 (5 Wo.)US | R&B10 (… Wo.)R&B | Erstveröffentlichung: 6. Juni 2025                                           |
| Folgende Lieder erschienen nicht als Single, wurden aber durch das Album zum Download und Streaming bereitgestellt und konnten somit eine Platzierung erlangen: |                                             | | | |                                                                              |
| |                                             | | | |                                                                              |
| 2024 | Whatchu Kno About Me Glorious               | UK93 (2 Wo.)UK | US17 Platin · (22 Wo.)US | R&B3 (22 Wo.)R&B | feat. Sexyy Red                                                              |
| 2024 | How I Look Glorious                         | — | US90 (1 Wo.)US | R&B33 (2 Wo.)R&B | feat. Megan Thee Stallion                                                    |
| 2024 | I Luv Her Glorious                          | — | US70 Gold · (7 Wo.)US | R&B18 (20 Wo.)R&B | feat. T-Pain                                                                 |
| 2024 | Procedure Glorious                          | — | — | R&B41 (2 Wo.)R&B | Charteinstieg: 26. Oktober 2024 feat. Latto                                  |
| 2024 | Let Her Cook Glorious                       | — | — | R&B45 (3 Wo.)R&B | Charteinstieg: 2. November 2024                                              |
| 2025 | Shyne JackBoys 2                            | — | US93 (1 Wo.)US | — | Charteinstieg: 26. Juli 2025 mit Travis Scott                                |

Weitere Singles
- 2022: Don’t Kno (Remix)
- 2022: Nut Quick
- 2023: Internet Trolls
- 2023: Lick or Sum

### Singles als Gastmusikerin
| Jahr | Titel Album                        | Höchstplatzierung, Gesamtwochen, AuszeichnungChartplatzierungen (Jahr, Titel, Album, Platzierungen, Wochen, Auszeichnungen, Anmerkungen) | Höchstplatzierung, Gesamtwochen, AuszeichnungChartplatzierungen (Jahr, Titel, Album, Platzierungen, Wochen, Auszeichnungen, Anmerkungen) | Höchstplatzierung, Gesamtwochen, AuszeichnungChartplatzierungen (Jahr, Titel, Album, Platzierungen, Wochen, Auszeichnungen, Anmerkungen) | Anmerkungen                                                                  |
| Jahr | Titel Album                        | UK | US | R&B | Anmerkungen                                                                  |
| --- | ---------------------------------- | --- | --- | --- | ---------------------------------------------------------------------------- |
| 2023 | On Wat U On Hard to Love           | — | US56 (1 Wo.)US | R&B21 (1 Wo.)R&B | Erstveröffentlichung: 12. Januar 2023 Moneybagg Yo feat. GloRilla            |
| 2023 | Leave the Club Love Sick           | — | — | R&B43 (1 Wo.)R&B | Erstveröffentlichung: 17. Februar 2023 Don Toliver feat. Lil Durk & GloRilla |
| 2024 | Finesse –                          | — | — | R&B37 (5 Wo.)R&B | Erstveröffentlichung: 25. März 2024 BossMan Dlow feat. GloRilla              |
| 2025 | Can You Please Law N Order         | — | — | R&B37 (1 Wo.)R&B | Erstveröffentlichung: 7. März 2025 Gelo feat. GloRilla                       |
| 2025 | Killin’ It Girl –                  | UK30 (2 Wo.)UK | US40 (2 Wo.)US | — | Erstveröffentlichung: 13. Juni 2025 J-Hope feat. GloRilla                    |
| Folgende Lieder erschienen nicht als Single, wurden aber durch das Album zum Download und Streaming bereitgestellt und konnten somit eine Platzierung erlangen: |                                    | | | |                                                                              |
| |                                    | | | |                                                                              |
| 2024 | Bop Redrum Wizard (Gangsta Grillz) | — | US— GoldUS | R&B48 (4 Wo.)R&B | Big Boogie & DJ Drama feat. GloRilla                                         |
| 2024 | Accent Anyways, Life’s Great       | — | — | R&B42 (1 Wo.)R&B | Megan Thee Stallion feat. GloRilla                                           |
| 2024 | Sticky Chromakopia                 | UK57 (10 Wo.)UK | US10 ×2Doppelplatin · (20 Wo.)US | R&B1 (20 Wo.)R&B | Tyler, the Creator feat. GloRilla, Sexyy Red & Lil Wayne                     |
| 2025 | Redbone WHAM                       | — | US53 (1 Wo.)US | R&B15 (3 Wo.)R&B | Lil Baby feat. GloRilla                                                      |

## Auszeichnungen für Musikverkäufe
| Goldene Schallplatte - Brasilien - 2025: für die Single TGIF - Kanada - 2023: für die Single Tomorrow 2 | Platin-Schallplatte - Kanada - 2025: für das Lied Sticky |

Anmerkung: Auszeichnungen in Ländern aus den Charttabellen bzw. Chartboxen sind in ebendiesen zu finden.
| Land/RegionAuszeichnungen für Musikverkäufe (Land/Region, Auszeichnungen, Verkäufe, Quellen) | Gold     | Platin       | Verkäufe   | Quellen             |
| -------------------------------------------------------------------------------------------- | -------- | ------------ | ---------- | ------------------- |
| Brasilien (PMB)                                                                              | Gold1    | —            | 20.000     | pro-musicabr.org.br |
| Kanada (MC)                                                                                  | Gold1    | Platin1      | 120.000    | musiccanada.com     |
| Vereinigte Staaten (RIAA)                                                                    | 7× Gold7 | 11× Platin11 | 14.500.000 | riaa.com            |
| Insgesamt                                                                                    | 9× Gold9 | 12× Platin12 |            |                     |

## Awards und Nominierungen
| Verleihung               | Jahr | Preis                          | für                      | Resultat  | Ref.   |
| ------------------------ | ---- | ------------------------------ | ------------------------ | --------- | ------ |
| American Music Awards    | 2022 | Favorite Female Hip-Hop Artist | GloRilla                 | Nominiert | [ 10 ] |
| BET Awards               | 2023 | Album of the Year              | Anyways, Life's Great    | Nominiert | [ 11 ] |
| BET Awards               | 2023 | Best Collaboration             | F.N.F. (Let's Go)        | Nominiert | [ 11 ] |
| BET Awards               | 2023 | Best Collaboration             | Tomorrow 2 (mit Cardi B) | Nominiert | [ 11 ] |
| BET Awards               | 2023 | Video of the Year              | Tomorrow 2 (mit Cardi B) | Nominiert | [ 11 ] |
| BET Awards               | 2023 | Best Female Hip Hop Artist     | GloRilla                 | Nominiert | [ 11 ] |
| BET Awards               | 2023 | Best New Artist                | GloRilla                 | Nominiert | [ 11 ] |
| BET Hip Hop Awards       | 2022 | Best New Hip Hop Artist        | GloRilla                 | Gewonnen  | [ 12 ] |
| BET Hip Hop Awards       | 2022 | Best Song of the Year          | F.N.F. (Let’s Go)        | Nominiert | [ 12 ] |
| BET Hip Hop Awards       | 2023 | Hip Hop Artist of the Year     | GloRilla                 | Nominiert | [ 13 ] |
| BET Hip Hop Awards       | 2023 | Hip Hop Album of the Year      | Anyways, Life's Great    | Nominiert | [ 13 ] |
| BET Hip Hop Awards       | 2023 | Song of the Year               | Tomorrow 2 (mit Cardi B) | Nominiert | [ 13 ] |
| BET Hip Hop Awards       | 2023 | Best Hip Hop Video             | Tomorrow 2 (mit Cardi B) | Nominiert | [ 13 ] |
| BET Hip Hop Awards       | 2023 | Best Collaboration             | Tomorrow 2 (mit Cardi B) | Nominiert | [ 13 ] |
| Grammy Awards            | 2023 | Best Rap Performance           | F.N.F. (Let's Go)        | Nominiert | [ 14 ] |
| IHeartRadio Music Awards | 2023 | Hip-Hop Song of the Year       | F.N.F. (Let's Go)        | Nominiert | [ 15 ] |
| IHeartRadio Music Awards | 2023 | Best New Hip-Hop Artist        | GloRilla                 | Gewonnen  | [ 15 ] |
| MTV Video Music Awards   | 2023 | Best New Artist                | GloRilla                 | Nominiert | [ 16 ] |
| MTV Video Music Awards   | 2023 | Best Hip Hop                   | Tomorrow 2 (mit Cardi B) | Nominiert | [ 16 ] |